# 裂肢流石蛾
裂肢流石蛾（学名：Rhyacophila furcata）为流石蛾科流石蛾屬下的一个种。其种加词“furcata”意为“叉状的”。